# Liste der Straßen und Plätze im 8. Arrondissement (Paris)
Diese Liste führt alle Straßen und Plätze im 8. Arrondissement von Paris auf.

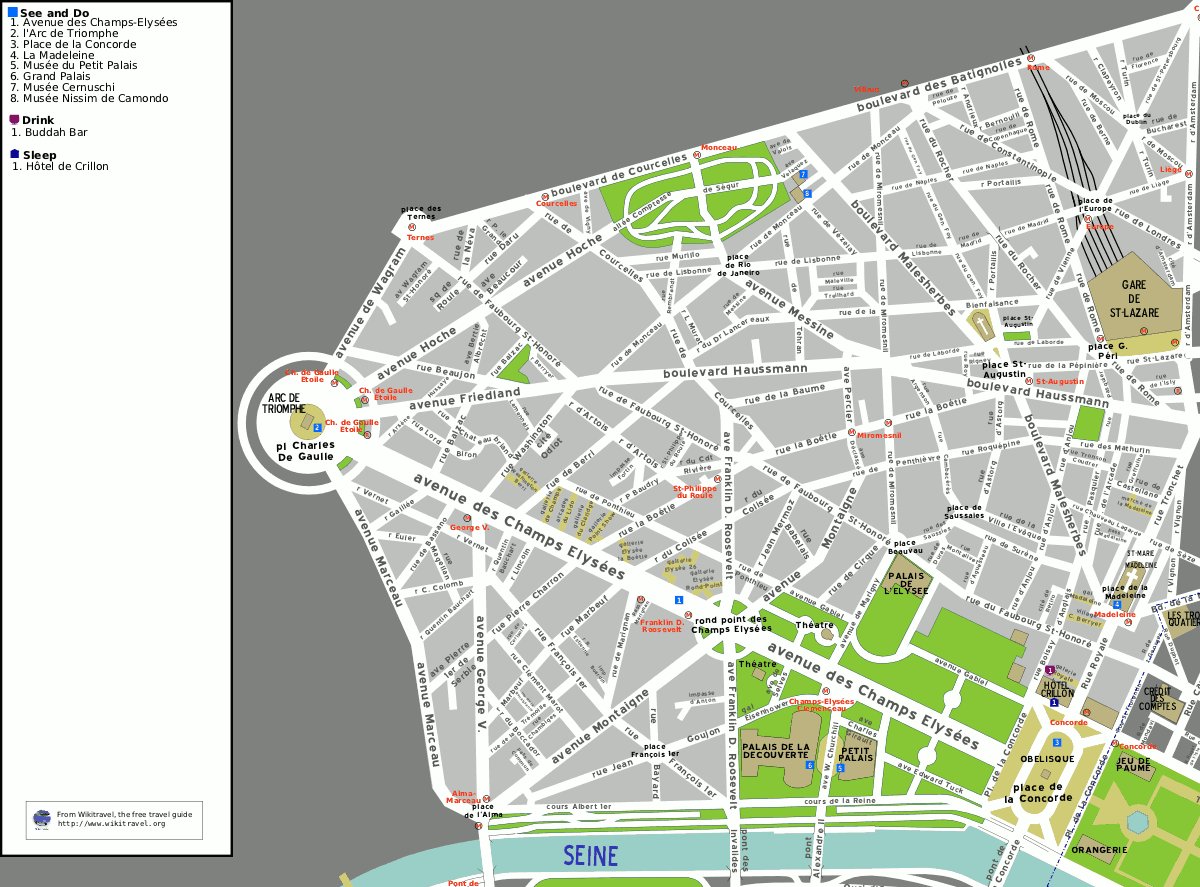
Plan des 8. Arrondissements von Paris

## Liste

### A
- Voie A/8
- Rue d’Aguesseau
- Cours Albert Ier
- Pont Alexandre III
- Rue Alfred-de-Vigny
- Place de l’Alma
- Pont de l’Alma
- Impasse d’Amsterdam
- Rue d’Amsterdam
- Rue Andrieux
- Rue d’Anjou
- Impasse d’Antin
- Rue de l’Arcade
- Rue d’Argenson
- Rue Arsène-Houssaye
- Rue d’Artois
- Rue d’Astorg

### B
- Voie B/8
- Rue Balzac
- Rue de Bassano
- Boulevard des Batignolles
- Rue Bayard
- Avenue Beaucour
- Rue Beaujon
- Square Beaujon
- Place Beauvau
- Rue de Berne
- Rue Bernouilli
- Rue de Berri
- Cité Berryer
- Rue Berryer
- Avenue Bertie-Albrecht
- Place de Beyrouth
- Rue de la Bienfaisance
- Rue du Boccador
- Rue Boissy-d’Anglas
- Impasse Bourdin
- Rue de Bucarest

### C
- Voie C/8
- Rue Cambacérès
- Place du Canada
- Rue de Castellane
- Rue de Cérisoles
- Avenue César-Caire
- Rue Chambiges
- Arcades des Champs-Élysées
- Avenue des Champs-Élysées
- Port des Champs-Élysées
- Rond Point des Champs-Élysées Marcel Dassault
- Place Charles-de-Gaulle
- Avenue Charles-Girault
- Place Chassaigne-Goyon
- Rue Chateaubriand
- Rue Chauveau-Lagarde
- Rue du Chevalier-de-Saint-George
- Rue Christophe-Colomb
- Rue du Cirque
- Rue Clapeyron
- Place Clemenceau
- Rue Clément-Marot
- Place de Clichy
- Rue du Colisée
- Rue du Commandant-Rivière
- Allée de la Comtesse-de-Ségur
- Pont de la Concorde
- Place de la Concorde
- Port de la Concorde
- Port de la Conférence
- Rue de Constantinople
- Rue de Copenhague
- Rue Corvetto
- Boulevard de Courcelles
- Rue de Courcelles

### D
- Voie D/8
- Impasse Dany
- Rue Daru
- Avenue Delcassé
- Impasse du Docteur-Jacques-Bertillon
- Rue du Docteur-Lancereaux
- Place de Dublin
- Rue Duphot
- Rue de Duras
- Avenue Dutuit

### E
- Voie E/8
- Rue d’Édimbourg
- Avenue Edward-Tuck
- Rue de l’Élysée
- Galerie Élysées-La-Boétie
- Rue Euler
- Place de l’Europe

### F
- Voie F/8
- Rue du Faubourg Saint-Honoré
- Avenue Ferdousi
- Rue de Florence
- Impasse Fortin
- Place François Ier
- Rue François Ier
- Avenue Franklin-D.-Roosevelt
- Rue Frédéric-Bastiat
- Avenue de Friedland

### G
- Voie G/8
- Avenue Gabriel
- Place Gabriel-Péri
- Rue Galilée
- Place du Général-Brocard
- Avenue du Général-Eisenhower
- Rue du Général-Foy
- Place Georges-Guillaumin
- Voie Georges-Pompidou
- Avenue George-V
- Rue Greffulhe
- Place du Guatemala

### H
- Voie H/8
- Boulevard Haussmann
- Cour du Havre
- Place du Havre
- Rue du Havre
- Place Henri-Bergson
- Avenue Hoche

### I
- Rue Intérieure
- Pont des Invalides
- Rue de l’Isly

### J
- Voie J/8
- Rue Jean-Goujon
- Rue Jean-Mermoz
- Place Jean-Pierre-Lévy
- Rue Joseph-Sansbœuf

### K
- Voie K/8

### L
- Rue de La Baume
- Rue La Boétie
- Rue de La Trémoille
- Rue de Laborde
- Rue Lamennais
- Rue Larribe
- Rue Lavoisier
- Rue de Liège
- Rue Lincoln
- Rue de Lisbonne
- Rue de Londres
- Rue Lord-Byron
- Rue Louis-Murat

### M
- Boulevard de la Madeleine
- Galerie de la Madeleine
- Passage de la Madeleine
- Place de la Madeleine
- Rue de Madrid
- Rue Magellan
- Boulevard Malesherbes
- Rue Maleville
- Rue Marbeuf
- Avenue Marceau
- Allée Marcel-Proust
- Passage Marignan
- Rue de Marignan
- Avenue de Marigny
- Rue des Mathurins
- Avenue Matignon
- Avenue de Messine
- Rue de Messine
- Rue de Miromesnil
- Rue Mollien
- Rue de Monceau
- Avenue Montaigne
- Rue Montalivet
- Rue de Moscou
- Rue Murillo
- Avenue Myron-Herrick

### N
- Rue de Naples
- Place de Narvik
- Rue de la Néva
- Villa Nouvelle

### O
- Cité Odiot

### P
- Rue Pasquier
- Rue Paul-Baudry
- Rue Paul-Cézanne
- Place Paul-Emile-Victor
- Rue Pelouze
- Rue de Penthièvre
- Rue de la Pépinière
- Avenue Percier
- Place du Pérou
- Rue Pierre-Charron
- Avenue Pierre Ier de Serbie
- Rue Pierre-Le-Grand
- Rue de Ponthieu
- Rue Portalis
- Rue de Presbourg
- Avenue du Président-Wilson
- Place Prosper-Goubaux
- Rue de Provence
- Passage Puteaux

### Q
- Rue Quentin-Bauchart

### R
- Rue Rabelais
- Cours la Reine
- Place de la Reine-Astrid
- Rue Rembrandt
- Rue de la Renaissance
- Place de la République-de-l’Équateur
- Place de la République-Dominicaine
- Cité du Retiro
- Rue de Rigny
- Place de Rio-de-Janeiro
- Rue Robert-Estienne
- Rue du Rocher
- Cour de Rome
- Rue de Rome
- Rue Roquépine
- Square du Roule
- Rue Roy
- Rue Royale
- Impasse Ruffin
- Avenue Ruysdaël

### S
- Place Saint-Augustin
- Rue Saint-Florentin
- Rue Saint-Honoré
- Rue Saint-Lazare
- Rue de Saint-Pétersbourg
- Passage Saint-Philippe-du-Roule
- Rue Saint-Philippe-du-Roule
- Place des Saussaies
- Rue des Saussaies
- Avenue de Selves
- Rue de Sèze
- Passage du Souvenir
- Rue de Stockholm
- Rue de Surène

### T
- Rue de Téhéran
- Place des Ternes
- Rue de Tilsitt
- Rue Treilhard
- Rue Tronchet
- Rue Tronson-du-Coudray
- Rue de Turin

### V
- Avenue de Valois
- Avenue Van-Dyck
- Avenue Vélasquez
- Rue Vernet
- Rue de Vézelay
- Rue de Vienne
- Rue Vignon
- Rue de la Ville-l’Évêque

### W
- Avenue de Wagram
- Villa Wagram-Saint-Honoré
- Rue Washington
- Avenue Winston-Churchill